# Andrei Bani
Andrei Ahmed Mustafa Bani (n. 22 august 2002, București, România) este un fotbalist român și iordanian liber de contract, care joacă pe post de mijlocaș. Pe plan internațional, are prezențe la națională pentru România Sub-17 și România Sub-21.
Are origini iordaniene și joacă pe post de mijlocaș sau aripă stângă. Golul marcat în poarta Academicii Clinceni, în data de 5 iulie 2020, este prima sa reușită în Liga I. În 2018 s-a vorbit despre un interes din partea Romei, iar în 2022, Rapidul a încercat să îl transfere.